# Métrique de Cayley-Klein

La distance de Cayley-Klein entre les points a et b est donnée par le logarithme du birapport :.

En mathématiques, une métrique de Cayley-Klein est une métrique définie sur le complémentaire d'une quadrique fixée d'un espace projectif, la quadrique absolue, à l'aide du birapport. Cette métrique a été construite par Arthur Cayley  en 1859 ; la construction fut complétée par Felix Klein entre 1871 et 1873. Les métriques de Cayley-Klein fournissent un cadre unifié aux différentes géométries euclidiennes et non euclidiennes, en y définissant la notion de distance par la même construction dans tous les cas.

## Historique
Parmi les idées ayant servi de base à la construction de Cayley-Klein, on trouve l'« algèbre des jets (en) » créée par Karl von Staudt en 1847, une approche de la géométrie ne faisant pas intervenir de distances ou d'angles, et n'utilisant que les notions de division harmonique et de birapport. En 1853, Edmond Laguerre obtint  un autre résultat important (en), montrant que l'angle entre deux droites (en géométrie euclidienne) peut être calculé à partir d'un birapport. Finalement, en 1859, Arthur Cayley formula dans son article On the theory of distance des relations exprimant les distances à partir de calculs (en géométrie projective) liés à une quadrique définie par lui comme l'absolu de la géométrie étudiée,. Felix Klein, dans des articles de 1871 et 1873, puis dans une série d'ouvrages, reprit le travail de von Staudt, en supprima les dernières références à la distance euclidienne, et le combina à la théorie de Cayley pour définir la nouvelle métrique comme le logarithme d'un birapport, éliminant le risque d'une définition circulaire, et montrant que les géométries non euclidiennes pouvaient, comme la géométrie euclidienne, être définies à partir de cette métrique.
La géométrie de Cayley-Klein (suivant les principes du programme d'Erlangen) est l'étude du groupe des isométries pour cette métrique ; on démontre qu'il s'agit du sous-groupe des transformations projectives laissant globalement invariante la quadrique absolue ; chaque choix de quadrique correspond à une des géométries classiques (euclidienne, hyperbolique, elliptique, etc.).

## Définition
On fixe une quadrique Q  d'un espace projectif E  sur le corps des complexes ; Q est appelée la quadrique absolue de la géométrie qu'on veut définir. Si a et b sont deux points distincts de E, non dans Q, la droite (a,b) intersecte Q en deux autres points  p et q. La distance de Cayley–Klein d(a,b) est proportionnelle au logarithme du birapport (a,b ; p,q) : {\displaystyle d(a,b)=C\ln(a,b;p,q)}, où  {\displaystyle C} est une constante.
Si le birapport est positif, {\displaystyle C} est réel (cela correspond à une géométrie hyperbolique ; la valeur 1/2 donne une courbure {\displaystyle K=-1}) ; sinon, il faut prendre {\displaystyle C} complexe (on est alors dans le cas d'une géométrie elliptique).
Pour des calculs algébriques (et en utilisant une forme plus moderne de représentation), on se place en coordonnées homogènes, et on fixe une forme quadratique {\displaystyle Q} ; on note {\displaystyle B}  la forme bilinéaire associée, appelée dans ce contexte forme polaire de {\displaystyle Q}, définie par {\displaystyle B(u,v)={\frac {1}{2}}\left(Q(u+v)-Q(u)-Q(v)\right)}. La quadrique absolue a alors pour équation {\displaystyle Q(x)=0} (plus précisément, {\displaystyle Q(x)=\sum q_{\alpha \beta }x_{\alpha }x_{\beta }=0}, {\displaystyle x} étant un point de coordonnées {\displaystyle x_{i}}, avec {\displaystyle \alpha ,\beta \in \{1,2,3\}} dans le cas du plan et {\displaystyle \alpha ,\beta \in \{1,2,3,4\}} dans l'espace ; de plus, la matrice de {\displaystyle Q} étant symétrique, on a {\displaystyle q_{\alpha \beta }=q_{\beta \alpha }}) ; on démontre alors que la distance de Cayley–Klein entre les points {\displaystyle x} et {\displaystyle y} est :
{\displaystyle d=C\ln {\frac {B(x,y)+{\sqrt {B^{2}(x,y)-Q(x)Q(y)}}}{B(x,y)-{\sqrt {B^{2}(x,y)-Q(x)Q(y)}}}}} ; avec ces notations, {\displaystyle B(x,y)=\sum q_{\alpha \beta }x_{\alpha }y_{\beta }}.
Prenant {\displaystyle C=1/2} pour simplifier, on en déduit que dans le cas hyperbolique :
{\displaystyle d=\operatorname {argch} {\frac {B(x,y)}{\sqrt {Q(x)Q(y)}}}},
et dans le cas elliptique (en prenant {\displaystyle C=i/2}) :
{\displaystyle d=\operatorname {arccos} {\frac {B(x,y)}{\sqrt {Q(x)Q(y)}}}}.

## Formes normales de la quadrique absolue
Dans le cas réel, toute quadrique définie par l'équation {\displaystyle Q(x)=\sum q_{\alpha \beta }x_{\alpha }x_{\beta }=0} peut être mise par changement (linéaire) de variable sous la forme {\displaystyle Q(X)=\sum \epsilon _{i}X_{i}^{2}=0}, avec {\displaystyle \epsilon _{i}\in \{0,1,-1\}} (réduction de Gauss), le nombre des {\displaystyle \epsilon _{i}} de chaque type ne dépendant pas du changement de variable, d'après la loi d'inertie de Sylvester. On obtient dans l'espace euclidien usuel la classification suivante (voir l'article quadrique et les articles détaillés pour des illustrations) :
Les transformations projectives bijectives (les collinéations) laissant ces formes invariantes sont liées aux  transformations de Möbius. Ces formes amènent à des équations simples pour la distance de Cayley-Klein ; le plan euclidien a ainsi pour absolu les droites isotropes {\displaystyle x_{1}^{2}+x_{2}^{2}=0} (ou , si l'on préfère, les points cycliques {\displaystyle x_{1}^{2}+x_{2}^{2}=0,\ x_{3}=0}). De même, le plan hyperbolique a pour absolu le cercle unité {\displaystyle x_{1}^{2}+x_{2}^{2}-x_{3}^{2}=0}, et comme distance de Cayley-Klein {\displaystyle d=\operatorname {argch} {\frac {x_{1}y_{1}+x_{2}y_{2}-x_{3}y_{3}}{{\sqrt {x_{1}^{2}+x_{2}^{2}-x_{3}^{2}}}{\sqrt {y_{1}^{2}+y_{2}^{2}-y_{3}^{2}}}}}}.

## Relativité restreinte
Dans ses conférences de 1919 et 1920 (publiées à titre posthume en 1926) sur l'histoire des mathématiques, Klein  écrivait :

« Le cas {\displaystyle x^{2}+y^{2}+z^{2}-t^{2}=0}  (ou {\displaystyle dx^{2}+dy^{2}+dz^{2}-dt^{2}=0}, pour rester en trois dimensions et utiliser des coordonnées homogènes) a récemment acquis une signification particulière à travers la théorie de la relativité. »

Autrement dit, la conique (ou quadrique) absolue de la géométrie hyperbolique, {\displaystyle x_{1}^{2}+x_{2}^{2}-x_{3}^{2}=0} ou {\displaystyle x_{1}^{2}+x_{2}^{2}+x_{3}^{2}-x_{4}^{2}=0}, correspond aux intervalles  {\displaystyle x^{2}+y^{2}-t^{2}} ou {\displaystyle x^{2}+y^{2}+z^{2}-t^{2}} de l'espace-temps, et les transformations laissant la quadrique absolue invariante sont en correspondance avec les transformations de Lorentz. De même, les équations du cercle ou de la sphère unité en géométrie hyperboliquecorrespondent à des vitesses physiques {\displaystyle \left({\tfrac {dx}{dt}}\right)^{2}+\left({\tfrac {dy}{dt}}\right)^{2}=1} ou {\displaystyle \left({\tfrac {dx}{dt}}\right)^{2}+\left({\tfrac {dy}{dt}}\right)^{2}+\left({\tfrac {dz}{dt}}\right)^{2}=1}, qui, en relativité, sont bornées par la vitesse de la lumière  c, donc pour tout vecteur-vitesse physique v, le rapport v/c doit rester à l'intérieur de la sphère unité, qui forme l'absolu de cette géométrie.
D'autres aspects de cette relation entre la métrique de Cayley–Klein pour l'espace hyperbolique et celle de l'espace de Minkowski en relativité restreinte furent mis en évidence par Klein en 1910, ainsi que dans l'édition de 1928 de ses conférences sur la géométrie non euclidienne.

## CK-géométrie affine
En 2008, Horst Martini et Margarita Spirova ont généralisé le premier des théorèmes de Clifford sur les cercles (en) et d’autres théorèmes de géométrie euclidienne en utilisant la géométrie affine  associée à une métrique de Cayley-Klein : l’idée est d’appliquer la même construction à des coniques absolues dégénérées (formées du produit d’une droite et de la droite de l’infini) ; le rôle joué par les complexes en géométrie euclidienne est dévolu aux complexes fendus dans leurs constructions.

### Sources primaires
- (de) Karl von Staudt, Geometrie der Lage, Nürnberg F. Korn, 1847 (lire en ligne)
- Edmond Laguerre, « Note sur la théorie des foyers », Nouvelles annales de mathématiques, vol. 12,‎ 1853, p. 57–66 (lire en ligne)
- (en) Arthur Cayley, « A sixth memoir upon quartics », Philosophical Transactions of the Royal Society of London, vol. 149,‎ 1859, p. 61–90 (DOI 10.1098/rstl.1859.0004 , lire en ligne)
- (de) Felix Klein, « Ueber die sogenannte Nicht-Euklidische Geometrie », Mathematische Annalen, vol. 4, no 4,‎ 1871, p. 573–625 (DOI 10.1007/BF02100583, lire en ligne)
- (de) Felix Klein, « Ueber die sogenannte Nicht-Euklidische Geometrie », Mathematische Annalen, vol. 6, no 2,‎ 1873, p. 112–145 (DOI 10.1007/BF01443189, lire en ligne)
- (de) Felix Klein, Nicht-Euklidische Geometrie I, Vorlesung gehalten während des Wintersemesters 1889–90, Göttingen, Schilling, Fr., 1893 (lire en ligne)
- (de) Felix Klein, Nicht-Euklidische Geometrie II, Vorlesung gehalten während des Sommersemesters 1890, Göttingen, Schilling, Fr., 1893 (lire en ligne)

### Sources secondaires
- (de) Killing, W., Die nicht-euklidischen Raumformen, Leipzig, Teubner, 1885 (lire en ligne)
- (de) R. Fricke et F. Klein, Vorlesungen über die Theorie der automorphen Functionen – Erster Band: Die gruppentheoretischen Grundlagen, Leipzig, Teubner, 1897 (lire en ligne)
- (en) Bertrand Russell (1898) An Essay on the Foundations of Geometry, re-issued 1956 by Dover Books
- (en) Alfred North Whitehead (1898) Universal Algebra, Book VI Chapter 1: Theory of Distance, pp 347–70, especially Section 199 Cayley's Theory of Distance.
- (de) Hausdorff, F., « Analytische Beiträge zur nichteuklidischen Geometrie », Leipziger Math.-Phys. Berichte, vol. 51,‎ 1899, p. 161–214 (lire en ligne)
- (en) Duncan Sommerville (1910/11) "Cayley–Klein metrics in n-dimensional space", Proceedings of the Edinburgh Mathematical Society 28:25–41.
- (de) Klein, Felix, « Über die geometrischen Grundlagen der Lorentzgruppe », Jahresbericht der Deutschen Mathematiker-Vereinigung, vol. 19,‎ 1910, p. 533–552 (ISBN 978-3-642-51898-0, DOI 10.1007/978-3-642-51960-4_31) Reprinted in Klein, Felix, Gesammelte mathematische Abhandlungen, vol. 1, 1921, 533–552 p. (DOI 10.1007/978-3-642-51960-4_31) English translation by David Delphenich: On the geometric foundations of the Lorentz group
- (en) Veblen, O. and Young J.W., Projective geometry, Boston, Ginn, 1918 (lire en ligne)
- (de) Liebmann, H., Nichteuklidische Geometrie, Berlin & Leipzig, Berlin W. de Gruyter, 1923 (lire en ligne)
- (de) Klein, F. et Neugebauer, O., Vorlesungen über die Entwicklung der Mathematik im 19. Jahrhundert, Berlin, Springer, 1926 (lire en ligne); English translation: Development of Mathematics in the 19th Century by M. Ackerman, Math Sci Press
- (de) Klein, F., Vorlesungen über nicht-Euklidische Geometrie, Berlin, Springer, 1928 (lire en ligne)
- (en) Pierpont, J., « Non-euclidean geometry, a retrospect », Bulletin of the American Mathematical Society, vol. 36, no 2,‎ 1930, p. 66–76 (DOI 10.1090/S0002-9904-1930-04885-5)
- (en) J. E. Littlewood, Littlewood's miscellany, Cambridge University Press, 1986 (1re éd. 1953) (ISBN 978-0-521-33058-9, MR 872858, lire en ligne)
- (en) Harvey Lipkin (1985) Metrical Geometry from Georgia Institute of Technology
- (en) Horst Struve et Rolf Struve, « Projective spaces with Cayley–Klein metrics », Journal of Geometry, vol. 81, no 1,‎ 2004, p. 155–167 (ISSN 0047-2468, DOI 10.1007/s00022-004-1679-5, MR 2134074)
- (en) Martini Horst, Spirova Margarita, « Circle geometry in affine Cayley-Klein planes », Periodica Mathematica Hungarica, vol. 57, no 2,‎ 2008, p. 197–206 (DOI 10.1007/s10998-008-8197-5)
- (en) Horst Struve et Rolf Struve, « Non-euclidean geometries: the Cayley–Klein approach », Journal of Geometry, vol. 89, no 1,‎ 2010, p. 151–170 (ISSN 0047-2468, DOI 10.1007/s00022-010-0053-z, MR 2739193)
- (en) A’Campo, N. et Papadopoulos, A., Sophus Lie and Felix Klein: The Erlangen Program and Its Impact in Mathematics and Physics, 2014, 91–136 p. (ISBN 978-3-03719-148-4, DOI 10.4171/148-1/5, arXiv 1406.7309), « On Klein’s So-called Non-Euclidean geometry »
- (en) Frank Nielsen, Boris Muzellec et Richard Nock, 2016 IEEE International Conference on Image Processing (ICIP), 2016, 241–245 p. (ISBN 978-1-4673-9961-6, DOI 10.1109/ICIP.2016.7532355), « Classification with mixtures of curved mahalanobis metrics »

### Compléments
- (en) Jan Drösler (1979) "Foundations of multidimensional metric scaling in Cayley-Klein geometries", British Journal of Mathematical and Statistical Psychology 32(2); 185–211